# Соціалістична Радянська Республіка Абхазія
Соціалістична Радянська Республіка Абхазія (рос. Социалистическая Советская Республика Абхазия) — радянська республіка на території Абхазії, яка існувала з 31 березня 1921 по 19 лютого 1931 року, коли Абхазія стала федеративною частиною Грузинської РСР. РСР Абхазія ніколи не мала статусу республіки союзного рівня СРСР, незважаючи на назву та на наміри що були відбиті в Конституції 1924 року (стаття 4). Абхазія мала особливий статус «договірної республіки» у складі Грузинської Радянської Соціалістичної Республіки, через яку входила до Закавказької Радянської Федеративної Соціалістичної Республіки (з 12 березня 1922) і, таким чином, також частиною Радянського Союзу (Закавказька РФСР мала статус союзної республіки СРСР з 1922 по 1936 рік). РСР Абхазія була скасована в 1931 році й перетворена в Абхазьку Автономну Радянську Соціалістичну Республіку в складі Грузинської РСР.

## Створення
Абхазія мала статус автономної області в складі Демократичної Республіки Грузія, до початку радянської окупації що відбулася після Радянсько-грузинської війни в лютому-березні 1921 року. 4 березня 1921 року Червона армія в поєднанні з місцевими революційними партизанами взяла під свій контроль столицю Абхазії Сухум, де було створено абхазький революційний комітет (ревком). 31 березня 1921 року спеціальна конференція за участю Серго Орджонікідзе, Шалва Еліава, Єфрем Ешба і Нестор Лакоба проголосила СРР Абхазія, але питання про форму відносин республіки з Грузією і Росією залишили відкритим. 21 травня 1921 року грузинський ревком привітав утворення «незалежної Соціалістичної Радянської Республіки Абхазія», і було проголошено, що форма відносин повинна вирішуватися рішенням першого з'їзду робочих обох республік.

## Статус
16 грудня 1921 року Абхазія підписала спеціальний договір про делегування деяких своїх суверенних повноважень Грузинській РСР. Договір визначив статус Абхазії як «договірної республіки» і встановлював військовий, політичний і фінансовий союз між двома радянськими республіками, підпорядковуючи РСР Абхазія Грузинській РСР в деяких із цих питань. Таким чином, через Грузинську РСР Абхазія увійшла до Закавказької Радянської Федеративної Соціалістичної Республіки 12 березня 1922 року, а до складу СРСР — 30 грудня 1922 року.
Неоднозначний статус Абхазії як «договірної республіки» було записано в Конституції цієї республіки 1 квітня 1925 року, у якій зазначено, що «СРР Абхазія об'єдналася з РСР Грузія на основі спеціального союзного договору». Проте в Конституції СРСР від 1924 Абхазія згадується як автономна республіка.
19 лютого 1931 року республіканський статус Абхазії було знижено, за наказом Йосипа Сталіна, до рівня Автономної Радянської Соціалістичної Республіки в складі Грузинської РСР..